# 環境改変技術の軍事的使用その他の敵対的使用の禁止に関する条約
環境改変技術の軍事的使用その他の敵対的使用の禁止に関する条約（かんきようかいへんぎじゅつのぐんじてきしようそのたのてきたいてきしようのきんしにかんするじょうやく、英: Convention on the Prohibition of Military or Any Other Hostile Use of Environmental Modification Techniques、英略称：Environmental Modification Convention (ENMOD)）は、1976年12月10日、第31会期国際連合総会決議31/72号で採択され、1978年10月5日に発効した環境保全と軍縮に関する条約。
略称は環境改変技術敵対的使用禁止条約。
また、通称は「環境改変兵器禁止条約」ともいう。

## 概要
環境改変技術敵対的使用禁止条約は、「現在あるいは将来開発される技術により自然界の諸現象を故意に変更し（例えば地震や津波を人工的に起したり台風やハリケーンの方向を変える）、これを軍事的敵対的に利用すること」の禁止を目的とする環境保全と軍縮に関する条約。具体的には「津波、地震、台風の進路変更等を人工的に引き起こして軍事的に利用すること」を禁止する内容（第1条）となっており、条約を遵守する締約国のとるべき措置（第4条）や、違反の際の苦情申し立ての手続き（第5条）を規定する。ただし、罰則規定はない。また、有効期間は無期限と規定されている（第7条）。

## 主な内容

### （第1条）敵対的使用の禁止
- 締約国は、他の締約国に対し、「破壊、損害又は傷害を引き起こす手段として広範な、長期的な又は深刻な効果をもたらすような環境改変技術の軍事的使用その他の敵対的使用」を禁止される[3]。（第1条1項）

### （第2条）定義
- 「環境改変技術」（environmental modification techniques）とは、「自然の作用を意図的に操作することにより地球（生物相、岩石圏、水圏及び気圏を含む。）又は宇宙空間の構造、組成又は運動に変更を加える技術」をいう[4]。（第2条）

### （第3条）平和的使用
- 本条約は、「環境改変技術の平和的目的のための使用を妨げるものではなく、また、環境改変技術の平和的目的のための使用に関し一般的に認められた国際法の諸原則及び適用のある国際法の諸規則を害するものではない。」）と規定されている[5]。（第3条1項）

### （第4条）締約国のとるべき措置
- 本条約において締約国は、「自国の憲法上の手続に従い、その管轄又は管理の下にあるいかなる場所においても、この条約に違反する行為を禁止し及び防止するために必要と認める措置をとること」を誓約する[6]。（第4条）

### （第5条）苦情申し立ての具体的措置
- 苦情を申し立てる場合、締約国は、「他の締約国がこの条約に基づく義務に違反していると信ずるに足りる理由があるときは、国際連合安全保障理事会に苦情を申し立てること」ができる[7]。（第5条3項）
- このような「苦情の申立てには、すべての関連情報及びその申立ての妥当性を裏付けるすべての証拠」を含めなければならない[8]。（同項）

## 締約国・署名国

- 1976年12月10日 - 国連総会決議31/72号として採択
- 1977年5月18日 - 署名のため開放
- 1978年10月5日 - 効力発生

2013年11月13日現在での署名・批准状況は次のとおり（アルファベット順）。
- 署名 - 48ヵ国
- 批准 - 78ヵ国

- アフガニスタン
- アルジェリア
- アンティグア・バーブーダ
- アルゼンチン
- アルメニア
- オーストラリア
- オーストリア
- バングラデシュ
- ベラルーシ
- ベルギー
- ベナン
- ボリビア
- ブラジル
- ブルガリア
- カメルーン
- カナダ
- カーボベルデ
- チリ
- 中国
- コスタリカ
- キューバ
- キプロス
- チェコ

- 北朝鮮
- コンゴ民主共和国
- デンマーク
- ドミニカ国
- エジプト
- エストニア
- エチオピア
- フィンランド
- ドイツ
- ガーナ
- ギリシャ
- グアテマラ
- バチカン
- ホンジュラス
- ハンガリー
- アイスランド
- インド
- イラン
- イラク
- アイルランド
- イタリア
- 日本
- カザフスタン

- クウェート
- ラオス
- レバノン
- リベリア
- リトアニア
- ルクセンブルク
- マラウイ
- モーリシャス
- モンゴル
- モロッコ
- オランダ
- ニュージーランド
- ニカラグア
- ニジェール
- ノルウェー
- パキスタン
- .      パレスチナ
- パナマ
- パプアニューギニア
- ポーランド
- ポルトガル
- 韓国
- ルーマニア
- ロシア

- サントメ・プリンシペ
- シエラレオネ
- スロバキア
- スロベニア
- ソロモン諸島
- スペイン
- スリランカ
- セントルシア
- セントビンセント・グレナディーン
- スウェーデン
- スイス
- シリア
- タジキスタン
- チュニジア
- トルコ
- ウガンダ
- ウクライナ
- イギリス
- アメリカ合衆国
- ウルグアイ
- ウズベキスタン
- ベトナム
- イエメン

### 日本
1977年の『外交青書』によると、日本政府は、条約は「禁止の対象が必ずしも現在の技術のみでないため具体的な技術の使用を禁止できず、そのため技術の使用の結果が「広範、長期、重大」なものを禁止しようとするもので、その意味であくまでも予防的軍備管理措置である」と捉えている。
- 1982年6月4日 - 国会承認
- 1982年6月9日 - 加入書寄託、効力発生、公布（条約第7号）

## 改正
条約の改正は1984年と1992年に過去2度検討されたが、2013年11月現在改正はなされていない。国連欧州連合本部（ジュネーヴ）の記録によると、2002年までに次回の再検討会議を招集しない場合について、1992年の再検討会議で行われた合意に基づき、国連事務総長は、2013年3月20日付けで各締約国に書簡を送付。書簡では、条約の規定（第7条3項）により、三分の一あるいは10か国が招集に応じた場合は、第2回再検討会議を開催する旨を通知し、条約の締約国に対し、2013年5月1日までに回答することを求めた。

## 沿革
- 1974年7月 - 米ソ共同声明において初めて取り上げられる。
- 1975年8月 - 米ソ両国が同一内容の条約案を国連軍縮委員会に提出する。
- 1976年9月 - 国連軍縮委員会が条約案テキストを作成し国連総会に送付する。
- 1976年12月 - 国連総会決議31/72により条約案が採択される。
- 1977年5月 - 条約案が署名のため開放される。
- 1978年10月 - 条約が発効する。
- 1982年6月 - 日本が加入する。
- 1984年9月 - 第1回再検討会議が開催される。
- 1992年9月 - 第2回再検討会議が開催される。
- 2013年3月 - 国連事務総長より第3回再検討会議の招集に関する意見を求める書簡が送付される。